# Велоспорт на літніх Олімпійських іграх 2016 — кейрін (жінки)
Змагання у кейріні серед жінок на літніх Олімпійських іграх 2016 пройшли 13 серпня.

## Призери
| Золото            | Срібло               | Бронза          |
| Еліс Лігтле (NED) | Ребекка Джеймс (GBR) | Анна Мірс (AUS) |

## Змагання

### Перший раунд
| Місце | Спортсмен               |
| ----- | ----------------------- |
| 1     | Крістіна Фоґель (GER)   |
| 2     | Анна Мірс (AUS)         |
| 3     | Марта Байона (COL)      |
| 4     | Анастасія Войнова (RUS) |
| 5     | Гун Цзіньцзє (CHN)      |
| 6     | Монік Салліван (CAN)    |

| Місце | Спортсмен                |
| ----- | ------------------------ |
| 1     | Лі Хвейші (HKG)          |
| 2     | Чжун Тяньши (CHN)        |
| 3     | Дар'я Шмельова (RUS)     |
| 4     | Лауріне ван Ріссен (NED) |
| DNF   | Таня Кальво (ESP)        |
| DNF   | Віржині Куефф (FRA)      |
| DNF   | Олівія Подмор (NZL)      |

| Місце | Спортсмен            |
| ----- | -------------------- |
| 1     | Ребекка Джеймс (GBR) |
| 2     | Лі Хе Джін (KOR)     |
| 3     | Наташа Хансен (NZL)  |
| 4     | Хелена Касас (ESP)   |
| 5     | Стефані Мортон (AUS) |
| 6     | Кейт О'Браєн (CAN)   |
| 7     | Міріам Вельте (GER)  |

| Місце | Спортсмен               |
| ----- | ----------------------- |
| 1     | Еліс Лігтле (NED)       |
| 2     | Сімона Крупекайте (LTU) |
| 3     | Лісандра Ґуерра (CUB)   |
| 4     | Ольга Ісмаілова (AZE)   |
| 5     | Шеннон МакКерлі (IRL)   |
| 6     | Сенді Клер (FRA)        |
| 7     | Любов Басова (UKR)      |

### Додаткові гонки
| Місце | Спортсмен             |
| ----- | --------------------- |
| 1     | Марта Байона (COL)    |
| 2     | Стефані Мортон (AUS)  |
| 3     | Віржині Куефф (FRA)   |
| 4     | Ольга Ісмаілова (AZE) |

| Місце | Спортсмен            |
| ----- | -------------------- |
| 1     | Любов Басова (UKR)   |
| 2     | Дар'я Шмельова (RUS) |
| 3     | Хелена Касас (ESP)   |
| 4     | Таня Кальво (ESP)    |
| 5     | Монік Салліван (CAN) |

| Місце | Спортсмен                |
| ----- | ------------------------ |
| 1     | Лауріне ван Ріссен (NED) |
| 2     | Наташа Хансен (NZL)      |
| 3     | Гун Цзіньцзє (CHN)       |
| 4     | Сенді Клер (FRA)         |
| 5     | Міріам Вельте (GER)      |

| Місце | Спортсмен               |
| ----- | ----------------------- |
| 1     | Анастасія Войнова (RUS) |
| 2     | Кейт О'Браєн (CAN)      |
| 3     | Лісандра Ґуерра (CUB)   |
| 4     | Шеннон МакКерлі (IRL)   |
| 5     | Олівія Подмор (NZL)     |

### Другий раунд
| Місце | Спортсмен               |
| ----- | ----------------------- |
| 1     | Крістіна Фоґель (GER)   |
| 2     | Еліс Лігтле (NED)       |
| 3     | Анастасія Войнова (RUS) |
| 4     | Лі Хе Джін (KOR)        |
| 5     | Чжун Тяньши (CHN)       |
| 6 DNF | Марта Байона (COL)      |

| Місце | Спортсмен                |
| ----- | ------------------------ |
| 1     | Анна Мірс (AUS)          |
| 2     | Ребекка Джеймс (GBR)     |
| 3     | Любов Басова (UKR)       |
| 4     | Лауріне ван Ріссен (NED) |
| 5     | Сімона Крупекайте (LTU)  |
| 6 DNF | Лі Хвейші (HKG)          |

### Гонка за сьоме місце
| Місце | Спортсмен                |
| ----- | ------------------------ |
| 7     | Лі Хвейші (HKG)          |
| 8     | Лі Хе Джін (KOR)         |
| 9     | Лауріне ван Ріссен (NED) |
| 10    | Марта Байона (COL)       |
| 11    | Чжун Тяньши (CHN)        |
| 12    | Сімона Крупекайте (LTU)  |

### Фінал
| Місце | Спортсмен               |
| ----- | ----------------------- |
| 1     | Еліс Лігтле (NED)       |
| 2     | Ребекка Джеймс (GBR)    |
| 3     | Анна Мірс (AUS)         |
| 4     | Анастасія Войнова (RUS) |
| 5     | Любов Басова (UKR)      |
| 6     | Крістіна Фоґель (GER)   |